# 10e groupe autonome de chasseurs d'Afrique
Pour les articles homonymes, voir 10e groupe (unité militaire).
Le 10e groupe autonome de chasseurs d'Afrique (ou 10e GACA) a été une unité de cavalerie de l'armée française, créée le 16 juin 1941 et dissoute en 1943.

## Création et différentes dénominations
- 16 juin 1941 : création du 10e GACA
- 1943 : dissolution

## Chefs de corps
- 1941 - 1943 : colonel Renaudeau d'Arc

## Historique des garnisons, campagnes et batailles
Le 10e GACA est créé le 16 juin 1941 au Maroc, à Rabat, à partir du 1er groupe d'escadrons du 3e régiment de spahis marocains.
L'unité est dissoute en 1943.

## Traditions

### Insigne
Malgré la brièveté de son existence, le 10e GACA eut deux insignes presque semblables, écu tranché bleu ciel et jonquille portant une étoile et le nombre "10" surmonté de trois chevrons d'argent au-dessus d'un véhicule tous terrains mais différenciés par le cavalier. Sur le premier modèle, un spahi, burnous au vent et armé d'un mousqueton rappelle que le groupe d'escadrons fut constitué en partie par des personnels issus du 3e RSM. Sur le second, Jeanne d'arc dressée sur son destrier brandit sa bannière.
Les deux modèles ont été réalisés par Drago.

### Étendard
Pas d'étendard

### Sources et bibliographie
- Jacques Sicard et François Vauvillier (préf. Jacques Chirac, ill. Frédéric Robin), Les Chasseurs d'Afrique, Paris, Histoire & Collections, coll. « L' encyclopédie de l'Armée Française » (no 1), 1999, 182 p. (ISBN 978-2-908182-87-3).